# Disporum
Die Pflanzengattung Disporum gehört zur Familie der Zeitlosengewächse (Colchicaceae). Es gibt etwa 21 Arten, die in Asien verbreitet sind.

## Beschreibung

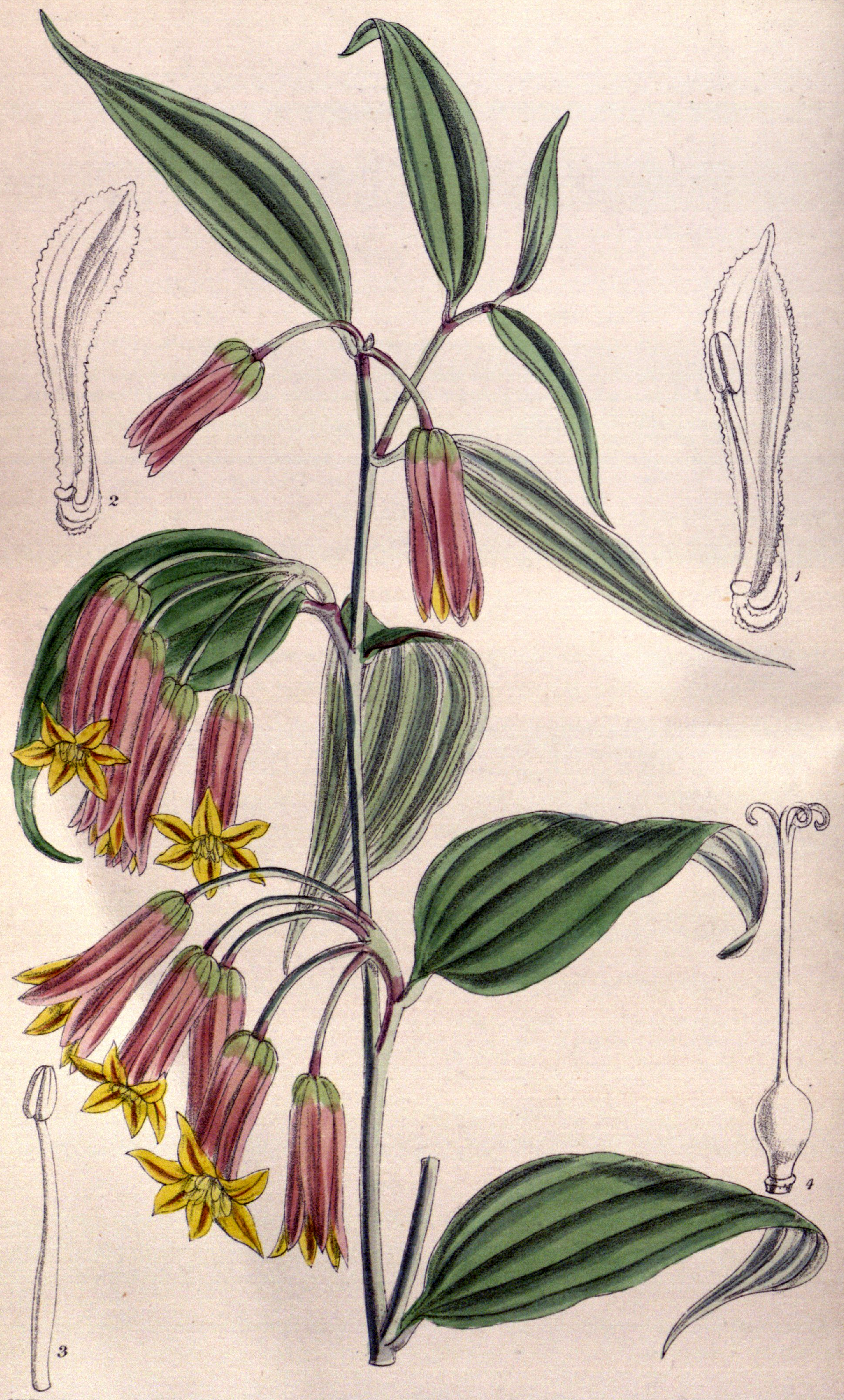
Illustration von Disporum cantoniense

### Erscheinungsbild und Blätter
Disporum-Arten wachsen als ausdauernde krautige Pflanzen. Es handelt sich meist um Geophyten. Es werden oft unterirdische Rhizome oder manchmal Stolonen gebildet, die oft kahl oder manchmal rau sind. Die Wurzeln sind fleischig. Am aufrechten, einfachen oder im oberen Bereich verzweigten Stängel befinden sich am unteren Bereich Blattscheiden.
Die im oberen Bereich des Stängels konzentrierten und wechselständig angeordneten Laubblätter sind kurz gestielt oder sitzend. Die Blattspreite ist linealisch oder fast kreisförmig und besitzt drei bis sieben parallele Blattadern.

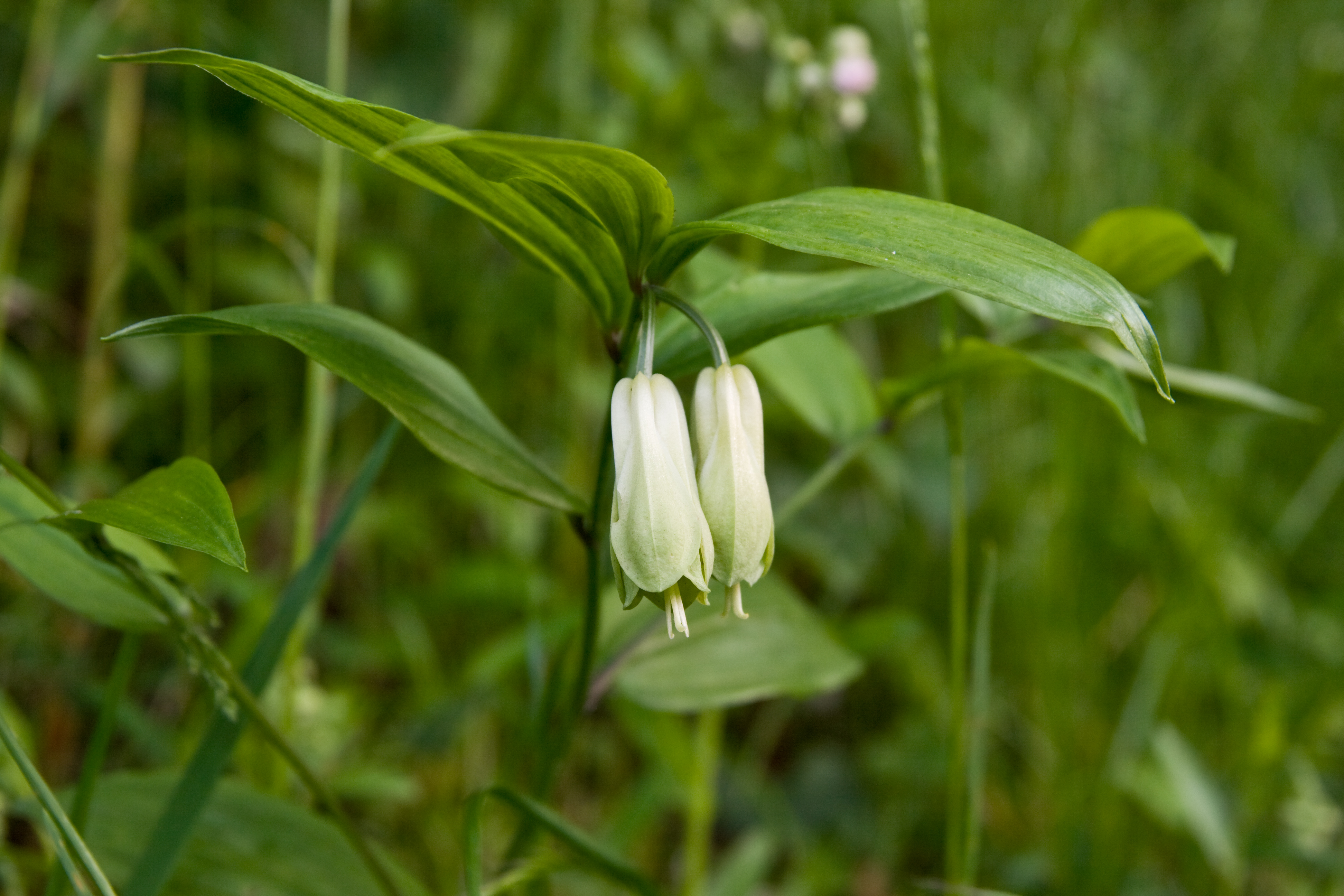
Endständig zu zweit stehende Blüten von Disporum sessile

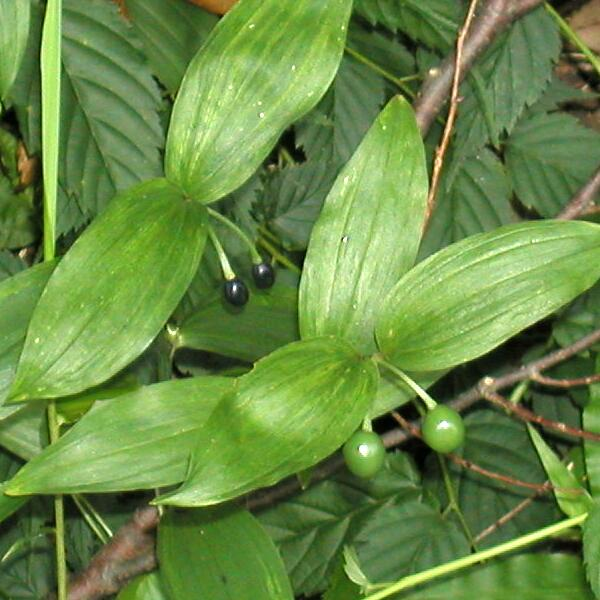
Endständig zu zweit stehende Beeren von Disporum sessile

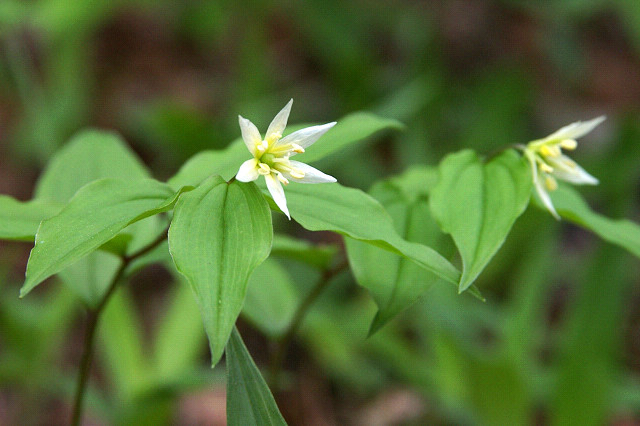
Endständig einzeln stehende Blüte von Disporum smilacinum

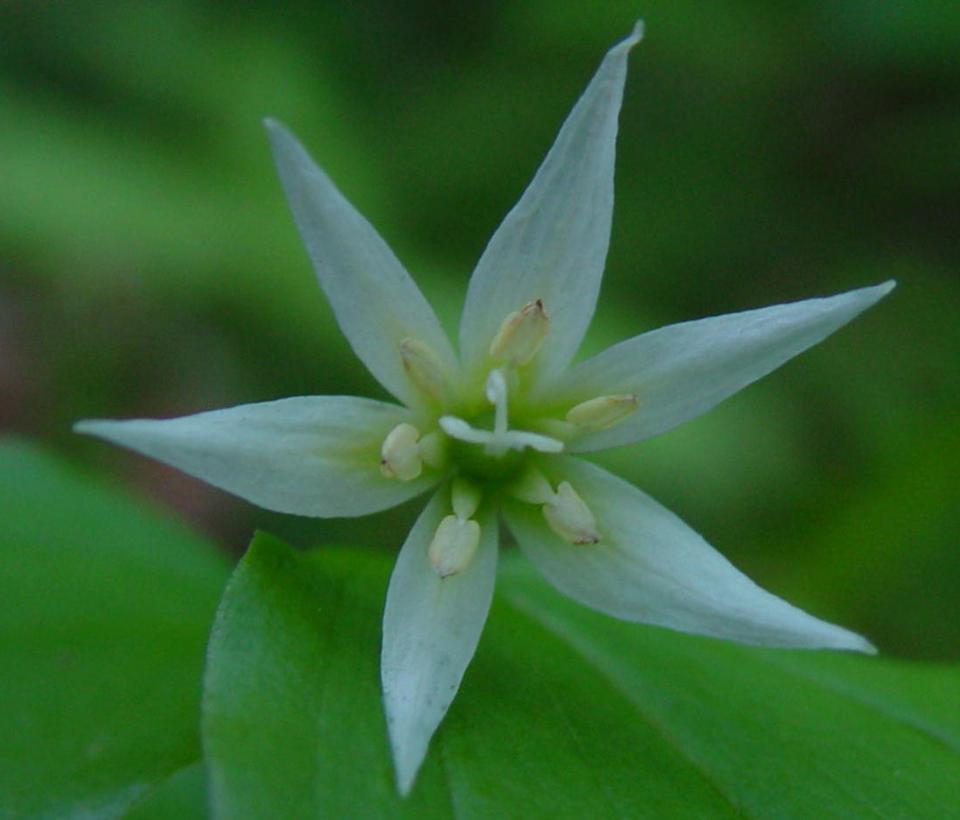
Detail einer Blüte von Disporum smilacinum; gut zu erkennen sind die sechs flachen Staubfäden und die drei zurückgekrümmten Narben.

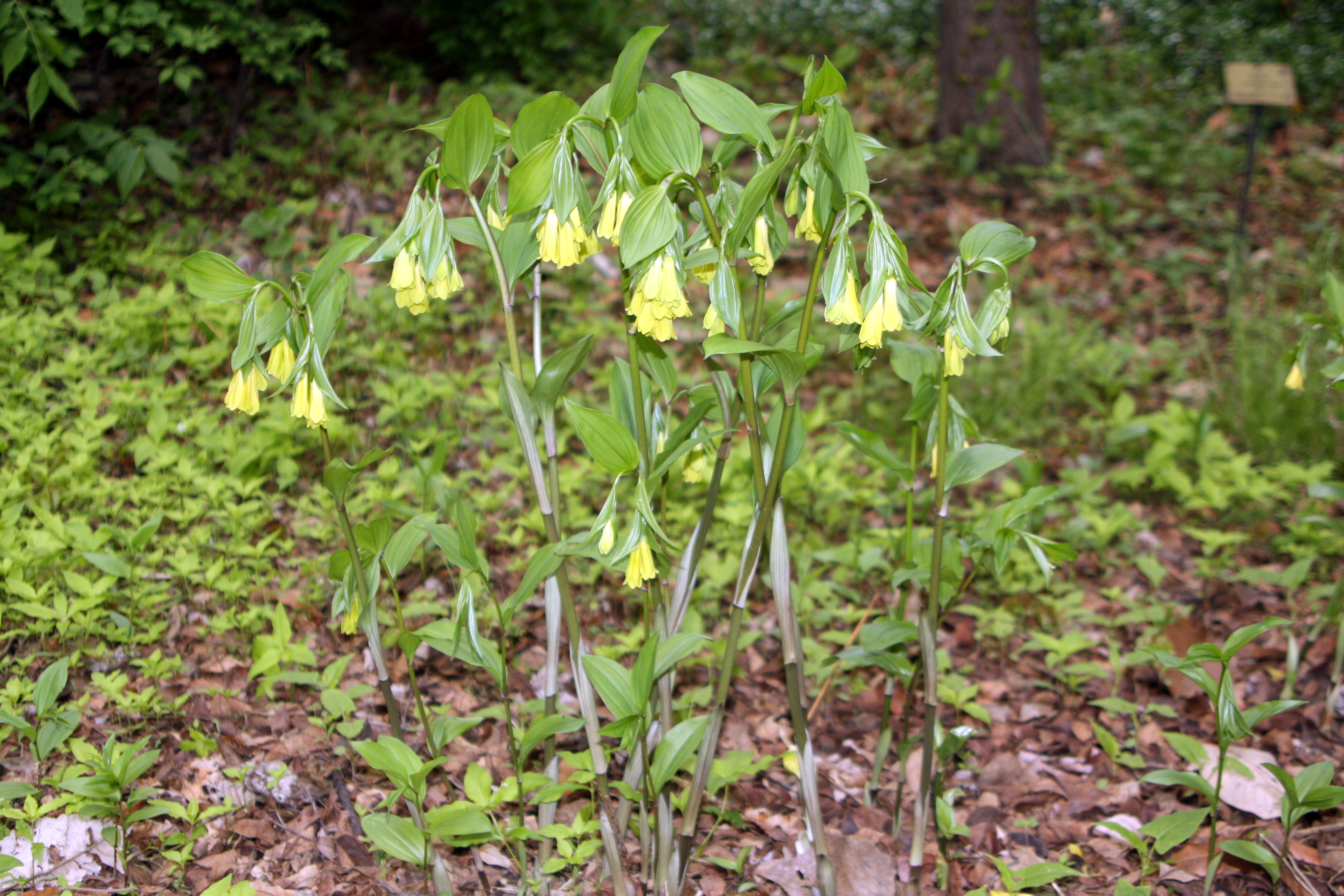
Habitus, Laubblätter und Blüten von Disporum uniflorum

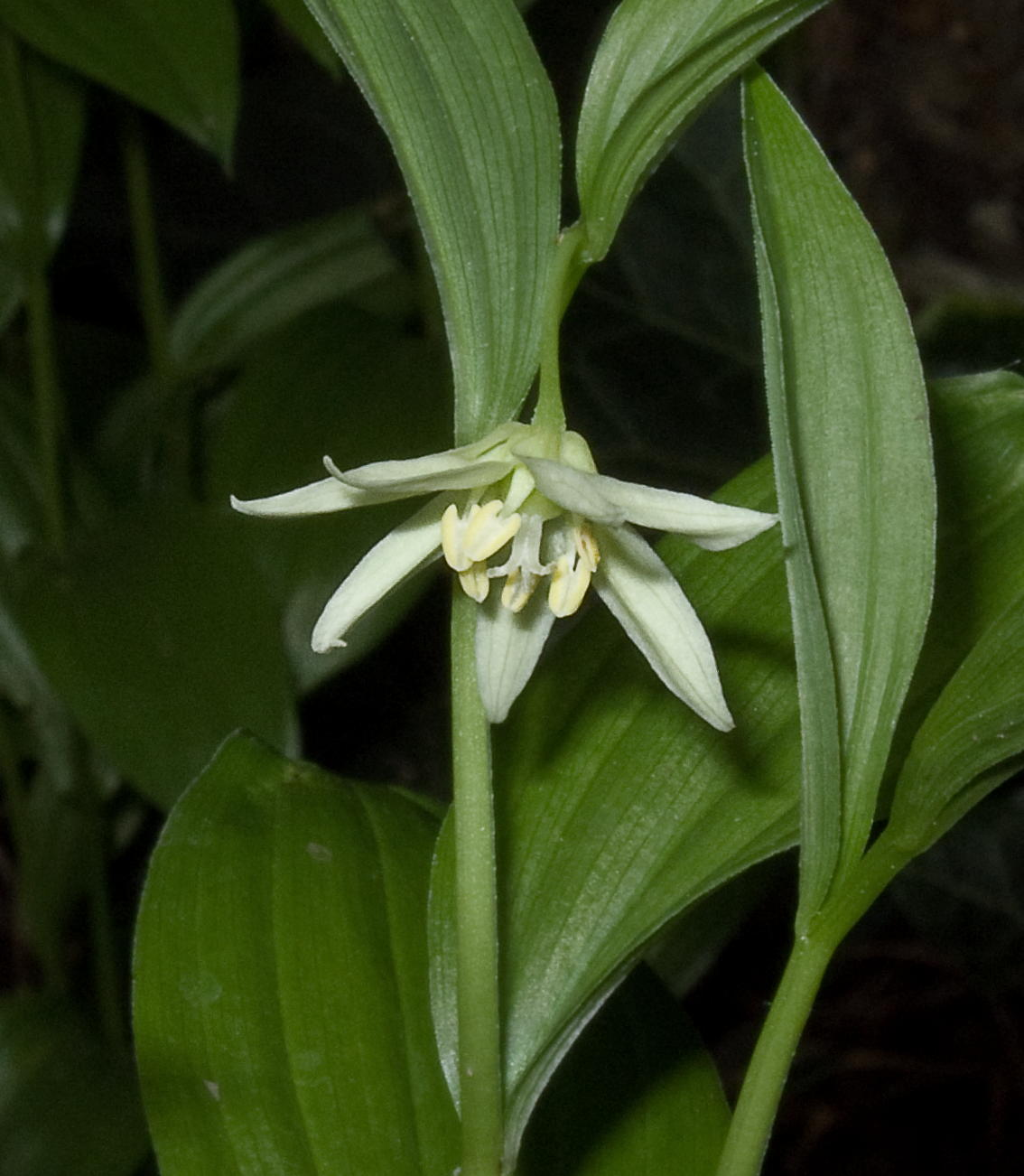
Laubblätter und Blüte von Disporum viridescens

### Blütenstand, Blüte, Frucht und Samen
Die hängenden oder horizontal ausgerichteten Blüten stehen endständig oder pseudoseitenständig auf einer kurzen Verzweigung gegenüber einem Blatt in einem doldigen Blütenstand oder endständig einzeln bis zu zweit. Es sind keine Tragblätter vorhanden.
Die zwittrigen Blüten sind dreizählig. Die sechs gleichgestaltigen Blütenhüllblätter sind frei und stehen röhrig-glockenartig bis sich flach öffnend zusammen. Die Blütenhüllblätter sind an ihrer Basis oft sackförmig bis gespornt. Die Farben der Blütenhüllblätter reichen von weiß über grünlich bis gelb und von rosafarben über dunkel-rot bis dunkel-purpurfarben. Es sind zwei Kreise mit je drei Staubblättern vorhanden. Die an der Basis der Blütenhüllblätter inserierten Staubfäden sind meist etwas flach. Drei Fruchtblätter sind zu einem dreikammerigen Fruchtknoten verwachsen. Jede Fruchtknotenkammer enthält drei bis sechs Samenanlagen. Der dünne Griffel ist dreilappig bis dreiteilig, wobei die Enden mehr oder weniger zurückgekrümmt sind.
Die Beeren färben sich bei Reife dunkelblau bis schwarz und enthalten meist zwei (daher der Gattungsname Disporum), selten bis zu sechs Samen. Die Samen sind kugel- bis eiförmig.

## Systematik und Verbreitung
Die Disporum-Arten sind in Russland, Indien, Bhutan, Nepal, Sikkim, Myanmar, Laos, Thailand, Vietnam, Korea, China, Taiwan, Japan und Malaysia verbreitet. In China kommen etwa elf Arten vor, fünf davon nur dort. Drei Arten kommen nur in Taiwan vor. Fünf Arten kommen in Japan vor, zwei davon nur dort.
Die Gattung Disporum wurde 1825 durch David Don in Prodromus Florae Nepalensis, S. 50 aufgestellt. Ein Homonym ist Disporum Salisb. veröffentlicht in Richard Anthony Salisbury: Transactions of the Horticultural Society of London, 1, 1812, S. 331. Der Gattungsname Disporum leitet sich aus der griechischen Sprache ab und bedeutet doppelter Samen. Ein Synonym für Disporum Salisb. ex D.Don ist Drapiezia Blume.
Die Gattung Disporum ist in die Familie Colchicaceae eingeordnet; früher gehörte sie in die Familien Convallariaceae, Liliaceae oder Uvulariaceae.
Eine Revision der asiatischen Arten der Gattung Disporum erfolgte 1988 durch H. Hara in A revision of the Asiatic species of the genus Disporum (Liliaceae). In: H. Ohba & S. B. Malla (Hrsg.): The Himalayan Plants, Volume 1 The University Museum, University of Tokyo, Bulletin 31: 163–209. Bis 1994 wurden nordamerikanischen Arten als Sektion Disporum sect. Prosartes (D.Don) Jones in die ansonsten asiatische Gattung Disporum gestellt. Sie wurde ausgegliedert, besitzt heute den Rang einer Gattung Prosartes D.Don und gehört zur Unterfamilie Calochortoideae innerhalb der Familie Liliaceae. Dies ergaben mikromorphologische, karyologische, phytochemische und molekularphylogenetische Untersuchung durch Shinwari et al. 1994.
Es gibt etwa 20 Disporum-Arten:
- Disporum acuminatissimum W.L.Sha: Dieser Endemit kommt nur in Du’an Yao Zu Zizhixian im zentralen Bereich des autonomen Gebietes Guangxi vor.[1]
- Disporum acuminatum C.H.Wright: Sie kommt nur im nördlichen Myanmar vor.[1]
- Disporum bodinieri (H.Lév. & Vaniot) F.T.Wang & Tang: Sie gedeiht in Wäldern, Dickichten und felsigen Standorten in Höhenlagen zwischen 1200 und 3000 Meter in den chinesischen Provinzen Guizhou, Hunan, Sichuan, Xizang sowie Yunnan.
- Disporum calcaratum D.Don: Sie kommt in Indien, Bhutan, Nepal, Sikkim, Myanmar, Thailand, Vietnam und im südlichen Yunnan vor.[1]
- Disporum cantoniense (Lour.) Merr.: Sie kommt mit vier Varietäten im Himalaja, in Indien, Bhutan, Nepal, Sikkim, Myanmar, Laos, Thailand, China und Vietnam vor.[1]
- Disporum hainanense Merr.: Sie gedeiht nur in Wäldern entlang von Schluchten in Höhenlagen zwischen 500 und 1000 Meter in den chinesischen Provinzen Hainan und Guangdong.[1] Sie blüht dort zwischen Dezember und Mai.
- Disporum ×hishiyamanum K.Suzuki: Die Naturhybride zwischen Disporum sessile und Disporum smilacinum kommt nur in Japan vor.
- Disporum jinfoshanense X.Z.Li, D.M.Zhang & D.Y.Hong: Dieser Endemit kommt nur in Nanchuan in der chinesischen Provinz Chongqing[1] in einer Höhenlage von etwa 1200 Meter vor.
- Disporum kawakamii Hayata: Sie gedeiht in Immergrünen Wäldern in Höhenlagen zwischen 300 und 1700 Meter in Taiwan.[1]
- Disporum leucanthum H.Hara: Sie kommt im östlichen Himalaya vor.[1]
- Disporum longistylum (H.Lév. & Vaniot) H.Hara: Sie gedeiht in Wäldern und an felsigen Standorten in Höhenlagen zwischen 400 und 1800 Meter in den chinesischen Provinzen Gansu, Guizhou, Hubei, Shaanxi, Sichuan, Xizang sowie Yunnan. Sie blüht dort zwischen März und Juni.
- Disporum lutescens (Maxim.) Koidz.: Sie kommt auf den japanischen Inseln Honshū, Shikoku und Kyushu vor.[1]
- Disporum megalanthum F.T.Wang & Tang: Sie gedeiht in Wäldern, an Waldrändern und auf grasigen Hängen in Höhenlagen zwischen 1600 und 2500 Meter in den chinesischen Provinzen Gansu, Hubei, Shaanxi sowie Sichuan. Sie blüht dort zwischen Mai und Juli.
- Disporum nanchuanense X.X.Zhu & S.R.Yi: Die 2019 erstbeschriebene Art kommt in Chongqing vor.[1]
- Disporum nantouense S.S.Ying: Sie gedeiht in Nadel- und Mischwäldern in Höhenlagen zwischen 1200 und 2700 Meter im zentralen Taiwan.[1]
- Disporum sessile (Thunb.) D.Don ex Schult. & Schult.f.: Sie kommt in drei Varietäten in Korea und vom südlichen Sachalin bis auf die Nansei-Inseln vor.[1]
- Disporum shimadae Hayata: Sie gedeiht auf Grasländern in Höhenlagen zwischen 500 und 1100 Meter im nördlichen Taiwan.[1]
- Disporum sinovietnamicum R.C.Hu & Y.Feng Huang: Die 2016 erstbeschriebene Art kommt in der chinesischen Provinz Guangxi vor.[1]
- Disporum smilacinum A.Gray: Sie kommt in Yantai Shi im nordöstlichen Shandong, in Korea, Japan, auf den südlichen Kurilen und südlichen Sachalin vor.[1]
- Disporum tonkinense Koyama: Sie kommt nur im nördlichen Vietnam vor.[1]
- Disporum trabeculatum Gagnep.: Sie gedeiht in Wäldern in Höhenlagen zwischen 900 und 2000 Meter in Vietnam und in den chinesischen Provinzen Guangdong, Guangxi, Guizhou sowie Yunnan.[1]
- Disporum uniflorum Baker: Sie gedeiht in Wäldern in Höhenlagen zwischen 100 und 2500 Meter in Korea[1] und in den chinesischen Provinzen Anhui, Hebei, Hubei, Jiangsu, Jiangxi, Liaoning, Shaanxi, Shandong sowie Sichuan.
- Disporum viridescens (Maxim.) Nakai: Sie kommt in Japan, Korea, Russlands Fernen Osten und in den chinesischen Provinzen Heilongjiang, Jilin sowie Liaoning vor.[1]
- Disporum xilingense X.X.Zhu & Lin Zhang: Die 2016 erstbeschriebene Art kommt von Sichuan bis Hunan vor.[1]

## Nutzung
Die Blätter von Disporum cantoniense, Disporum sessile, Disporum smilacinum und Disporum viridescens werden gegart gegessen.
Disporum cantoniense und Disporum smilacinum werden als Zierpflanze verwendet.